# مصفوفة كارل جي بالغة الكبر

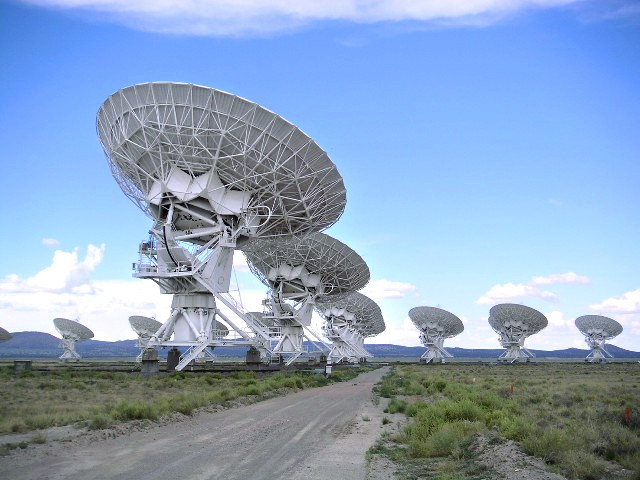
مصفوف المراصد العظيم ، نيو مكسيكو ، الولايات المتحدة.

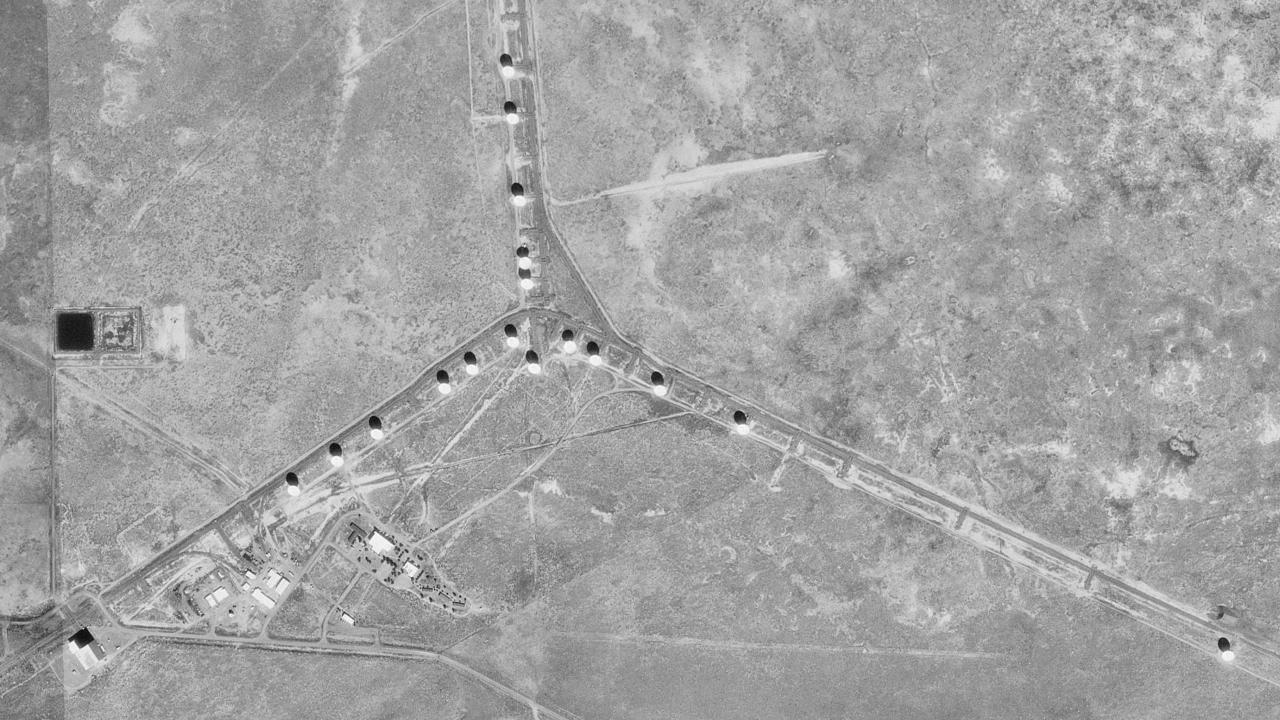
صورة لمصفوف المراصد العظيم من الجو من ارتفاع 1700 متر

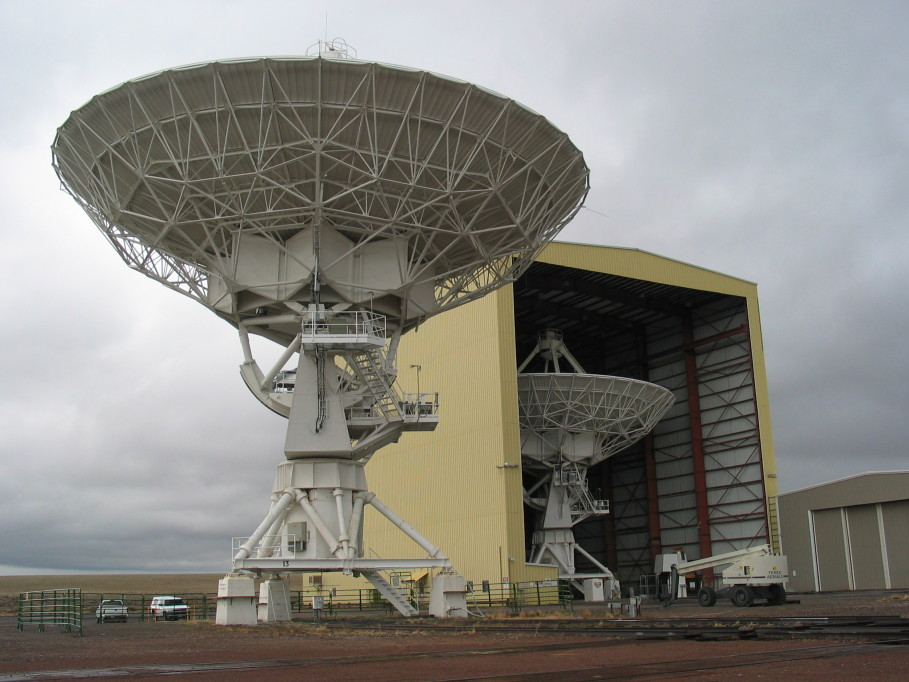
صالة تركيب وصيانة الهوائيات ، وترى ضخامة الهوائي بالمقارنة بحجم السيارة (انقر).

مصفوف المراصد العظيم (بالإنجليزية: (Very Large Array (VLA) هو مرصد يقيس الأشعة الراديوية الآتية من أنحاء الكون، وهو يستخدم في الأبحاث الفلكية، يوجد مصفوف المراصد الراديوية العظيم بين مدينتي ماجدالينا وديتيل ب نيو ميكسيكو ب الولايات المتحدة الأمريكية. ويقع نحو 80 كيلومترا غرب مدينة سوكورو نيو ميكسيكو، ويمر الطريق الشهير روت 60 (Route 60) خلال المصفوف. ويقع مصفوف المراصد العظيم على ارتفاع 2124 متر من سطح البحر. وهو يشكل واحدا من المرصد الوطني لعلم الفلك الراديوي.

## تركيبه
يتكون المرصد من 27 من هوائيات اللاسلكي، ويبلغ قطر كل منها 25 متر ويزن 209 طن.
وتتوزع الهوائيات على طول ثلاثة أذرع في هيئة حرف Y ويبلغ طول طل ذراع 21كيلومتر. وهم يتحركون على قضبان مثل قضبان السكك الحديدية وهم يتقاطعون في نقطة وسطية ويحمل كل منها قاطرة مصممة خصيصا لتحريكها وضبطها، ويمكن اختيار توزيع المراصد (الهوائيات) على نقط معينة على القضبان الحديدية بغرض إجراء التحليل الفراغي وكذلك قياس تداخل الموجات الكهرومغناطيسية، وذلك على مدى 63 كيلومتر، أي أن المصفوف المكون من 27 هوائي يمكن العمل كهوائي واحد متكامل يصل قطره 36 كيلومتر.
وتبلغ أصغر زاوية للرؤية نحو 05و0 ثانية قويسة عند طول موجة 7 مليمتر موجة راديوية.

## خصائصه
يعتبر مصفوف المراصد العظيم VLA حاليا أدق جهاز لدراسة التداخل الراديوي، وهو يقيس الموجات الكهرومغناطيسية في نطاق طول الموجات السنتيمترية، أي في النطاق 7و0 سنتيمتر إلى 400 سنتيمتر (وهذا يعادل تردد بين 43 جيجاهرتز و 075و0 جيجاهرتز. ويبلغ أحسن تباين له 05و0 ثانية قوسية عند طول موجة قدره 7و0 سنتيمتر.
ويعمل المصفوف كمركز قيادة لمصفوف القاعدة الطويل العظيم (VLBA), وهو مصفوف عظيم لقياس تداخل الموجات الكهرومغناطيسية الآتية من أجزاء الكون يتكون من 10 هوائيات، يبلغ كل منها 25 مترا في القطر، ويقع بين هاواي في الغرب والجزر العذراء في الشرق. بذلك يشكل المجموع لأكبر جهاز للقياسات الفلكية في العالم.
تبلغ بذلك قاعدة المصفوف المتكامل (. 8000 (B كيلومتر من هاواي إلى الجزر العذراء وهي تقيس بصفة خاصة عند طول الموجة 25 (λ) مليمتر (تعادل تردد 12 جيجاهرتز. بذلك يصل دقة تباين الزاوية (δ) نحو 6و0 مللي ثانية قوسية،  (حيث 6و0 ثانية قوسية = δ ~ λ/B * 180/pi * 60 * 60).
هذه الدقة تعادل في المجال الضوئي رؤية مسافات على سطح القمر طولها 1 متر فقط.

## نشاطه في البحث

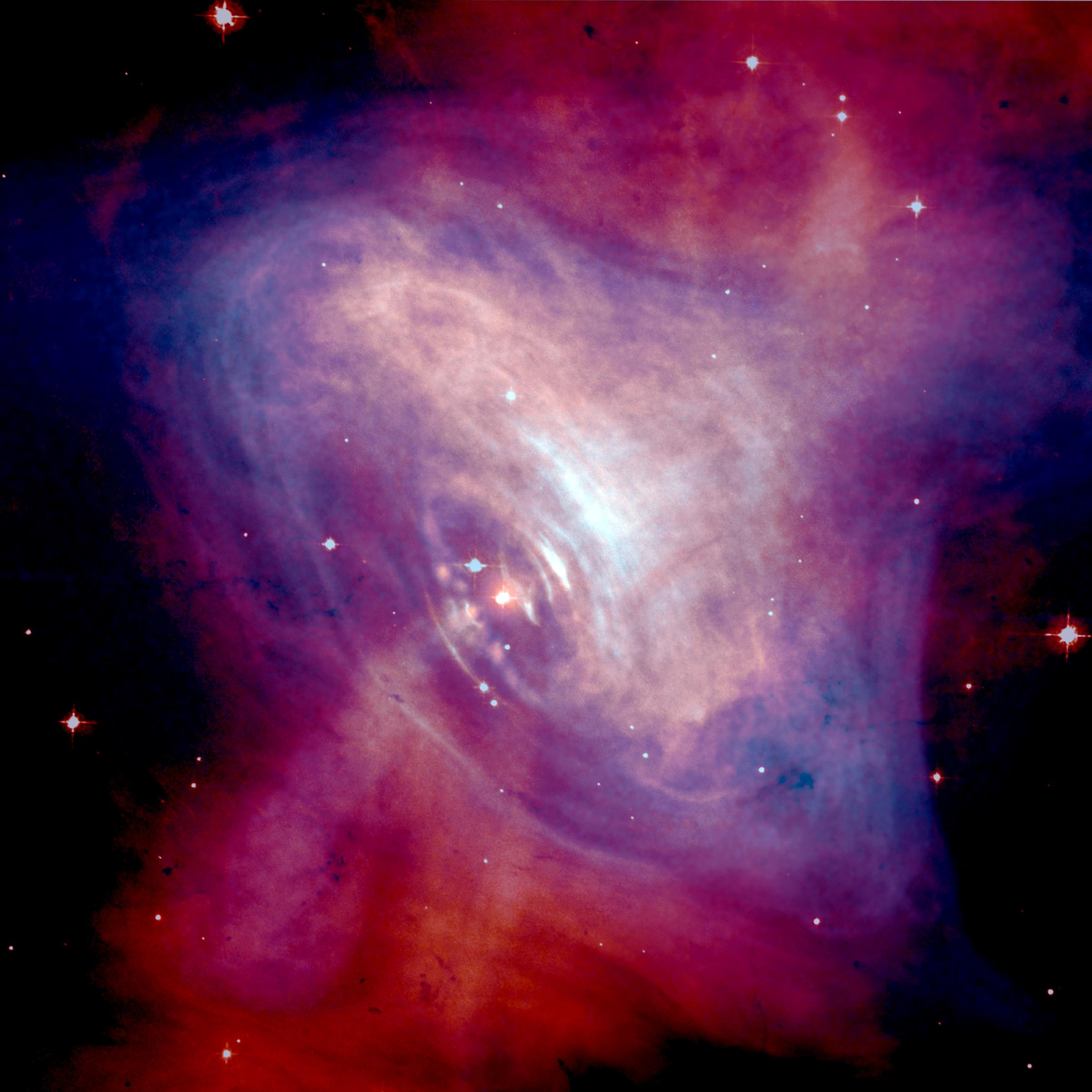
صورة مركبة لصورة ضوئية (أحمر) وصورة لأشعة إكس (أزرق) القادمة من نابض سديم العقرب (M 1) تبين تأثر الغازات المحيطة بالمجال المغناطيسي الشديد للنابض وتحثها على اصدار الإشعاع ومن ضمنها الأشعة الراديوية.

بني مصفوف المراصد العظيم للقيام باكتشافات متعددة في مجال علم الفلك.ومن بين الأجرام والسدم السماوية التي يهتم بها المجرات الراديوية والنجوم النباضة وأشباه النجوم والمستعرات ومخلفاتها، والنجوم المصدرة للأشعة الراديوية والشمس والكواكب والثقوب السوداء ومناطق الهيدروجين حيث توجد جمعات له في بعض مناطق المجرة والمجرات الكثيرة الأخرى وانفجارات أشعة جاما. وفي عام 1989 قام المصفوف باستقبال الإشارات الراديوية التي أرسلها المسبار الفضائي فوياجر 2 عند مسارها بالقرب من كوكب نبتون. وهو لا يستخدم كما تقول بعض الإشاعات في المشاركة في البحث عن وجود مخلوقات ذكية في كوكب خارج الأرض.

## كتب وأفلام
لعب مصفوف المراصد العظيم دورا كبيرا في رواية للمؤلف كارل ساجان عام 1985 عنوانها كونتاكت (اتصال) رغم أن المصفوف الموصوف في الرواية مكون من 131 من الهوائيات، وسمي مصفوف أرجوس. وعند تصوير الفيلم كونتاكت عام 1997 أخذت لقطات كثيرة في موقع المصفوف العظيم.
وفي «فيلم 2010 : العام الذي تم فيه الاتصال»، وفي فيلم «إندبندنس داي» 1996، وفيلم «ترميناتور: الخلاص»، التقطت أيضا بعض المناظر في موقع مصفوف المراصد العظيم.

## اقرأ أيضا
- مصفوف البحوث الفلكية المجمع في حيز الموجات المليمترية
- تلسكوب راتان الراديوي
- مقراب
- تلسكوب العدسات
- مقراب جيمس ويب الفضائي
- مرصد ديناميكا الشمس
- مرصد كيك
- مرصد مولارد الراديوي
- مقراب سبيتزر الفضائي
- مرصد سوبارو
- مرصد جيميني
- مرصد مونا كيا
- استشعار عن بعد
- مسبار فضائي
- تلسكوب هبل الفضائي